# Кузьмин, Глеб Борисович
Глеб Бори́сович Кузьми́н (род. 5 января 1997, Воронеж) — российский хоккеист, нападающий клуба КХЛ «Салават Юлаев».

## Биография
Воспитанник хоккейной школы московского «Динамо», провёл в структуре клуба семь лет, но не был «защищён» на драфте КХЛ 2014 года и был выбран под общим 80-м номером командой «Салават Юлаев».
Дебютировал в КХЛ 13 октября 2017 года в матче против СКА. 17 октября забил свой первый гол в лиге, поразив ворота своей бывший команды — московского «Динамо». 23 октября был признан новичком недели в КХЛ.
17 сентября 2024 года получил тяжёлую травму в игре против «Авангарда» (4:2), врезавшись головой в борт.